# الشركة السعودية للنقل الجماعي
الشركة السعودية للنقل الجماعي (سابتكو)، هي شركة مساهمة سعودية تم تأسيسها في عام 1399هـ، يبلغ رأسمالها مليار ريال سعودي، وغرضها الرئيسي هو نقل الركاب بالحافلات على شبكة الطرق العامة داخل المدن وفيما بينها، وتمت الموافقة على زيادة رأس مال الشركة إلى مليار ومائتان وخمسون مليون ريال سعودي وذلك في اجتماع الجمعية العامة غير العادية الحادية عشر الذي انعقد في 24 أبريل 2007.

## البدايات
كانت بداية التشغيل في مدينة الرياض، ثم امتد إلى كل من مكة المكرمة، الدمام، جدة، الطائف، المدينة المنورة، بريدة، بقيق، الهفوف، الجبيل.

## أنواع حافلات سابتكو
- حافلات ذات طابق واحد للاستعمال داخل المدن
- حافلات ذات طابقين للاستعمال داخل المدن.[4]
- حافلات نقل الركاب الكهربائية: في فبراير 2023 دشنت الشركة أول حافلة نقل عام كهربائية في في السعودية تقدم خدماتها لسكان محافظة جدة ضمن مسارات النقل العام.[5]

## الوجهات
- السعودية
- الكويت
- الإمارات
- قطر
- البحرين
- الكويت
- سلطنة عمان
- اليمن
- مصر
- سوريا
- الأردن

## الأسطول
يضم الأسطول أكثر من 3000 حافلة متعددة الأحجام تشمل على :
- مرسيدس بنز ترافيقو SHD موديل 2009م.
- مرسيدس كونيكتو للخدمة المحلية.
- مرسيدس VIP.
- فولفو (V15).
- فولفو B7R.
- مرسيدس 0350 توريزمو ( Mercedes 350 Tourismo MBT).
- مرسيدس 0560 (Mercedes 0560 RHD).
- مرسيدس 404 (MERCEDES 404 SHD).
- مرسيدس غراند فيالي (MERCEDES Intra-City Bus Gran Viale).
- حافلات صغيرة للنقل المدرسي.

## الخدمات
في خطوة تهدف إلى توسيع شبكة خدماتها ومشاريعها؛ قامت الشركة بإطلاق مشروع (سابتكو ليمو) والذي يقدم خدمة السيارات الفاخرة مع السائق . ويضم هذا المشروع الذي يأتي في إطار تنفيذ إستراتيجية نمو الشركة إسطولاً من السيارات الفاخرة تشمل:
- سيارات مرسيدس الفئة إس
- سيارات أودي A8
- سيارات الكابرس
- السيارات العائلية )سوبربان

تعمل في كل من مكة المكرمة وجدة والمدينة المنورة؛ والرياض، وتم افتتاح فروع خدمة العملاء في كافة الصالات الدولية والداخلية بمطار الملك خالد الدولي بالرياض، ومطار الملك عبد العزيز الدولي بجدة ومطار الأمير محمد بن عبد العزيز بالمدينة المنورة .
• كما أطلقت الشركة خدمات الشحن من خلال ( سابتكو للشحن ) بأسطول من الشاحنات والمقطورات من نوع مرسيدس ومان .
• استحدثت الشركة خدمتها الجديدة (سابتكو مترو) في إطار مشروع التطوير والتحديث الشامل الذي تبنته في خطتها الإستراتيجية سعياً للارتقاء بخدمات النقل العام في المملكة لإستقطاب شرائح جديدة وصولاً إلى الأهداف المرورية والبيئية والاقتصادية والاجتماعية المنشودة. كما تنسجم هذه الخطوة مع التوجه العام بالمملكة نحو تطوير خدمات النقل العام بالمدن والمشاريع الرئيسية من خلال إدخال الوسائط الحديثة كالقطارات الخفيفة، التي تعتبر الأكثر فاعلية، لتعمل بشكل متكامل مع الوسائط الأخرى.
تشمل خدمات سابتكو مترو خدمات المترو والترام والمونوريل والقطارات الإقليمية التي تستهدف الشركة تولي مهام تشغيلها وصيانتها بالمملكة وبدول الخليج الأخرى مستقبلاً ضمن إتفاقية الشراكة الإستراتيجية التي أبرمتها مع شركة Ratp Dev الفرنسية ذات السمعة العالمية الواسعة في مجال النقل العام.
تجدر الإشارة إلى أن Ratp Dev المتفرعة عن الشركة Ratp الأم، تتواجد في 12 دولة ولها 50 فرعاً حول العالم، وهي تخطط للتوسع في أعمالها حيث من المتوقع أن يرتفع عدد فروعها إلى 49 فرعاً وتعتبر واحدة من أكبر شركات تشغيل وصيانة النقل العام في العالم.

## جهودها
تقوم الشركة بتطوير وصيانة أسطول حافلاتها لتلبية متطلبات خدماتها بنوعيها داخل المدن وما بين المدن إضافةً إلى الخدمات الأخرى مثل: العقود و التأجير والعفش والبضائع والإعلان على الحافلات.

## وصلات خارجية
- الموقع الرسمي للشركة